# Bohrs bruk
Bohr bruk är ett bruk och tidigare en by och hytta i Linde socken, Lindesbergs kommun.

## Historik
Bohr omtalas första gången 3 mars 1383 i ett donationsbrev där Bo Jonsson (Grip) skänkte hyttan "Toveboda" (Troligen Kåverboda) i Linde socken till Vadstena kloster. I samma brev gav Bo Jonsson tillstånd till en Birger i Bohr att där anlägga en hytta för klostrets räkning. Skattelängden 1538 upptar 4 hundraden osmundsjärn från Bohrs hytta, 3 fat och 130 osmundsjärn från Västra Bohr och 600 osmundsjärn från Östra Bohr.
Det i medeltidsdokumentet omtalade Kåverbo är det som senare kom att kallas Västra Bohrs hytta väster om Borsån, vid nuvarande Östra Bors kvarn. I samband med fogderäkenskaperna upptas 1558 en hammare i Bohr. Bruket ägdes 1748 av brukspatron Erik Cederborgh och bestod då av 1 hammare och två härdar. 1748 bestod produktionen av 700 skeppspund järn årligen, och hade 1858 stigit till 1550 skeppspund årligen. 1861 lades dock bruket ned.
I övrigt kan nämnas att man hittat trindyxor i byn, som visar att området varit befolkat redan under mesolitikum.[källa behövs] Som en annan kuriositet kan nämnas ett skålgropsblock, där man i början av 1900-talet påträffade tre dockor instoppade i skålgroparna. En av dessa var gjord av en Post och inrikes tidningar från 1821 och ger exempel på sen älvkvarnskult.